# Stepan Żydek
Stepan Żydek (ukr. Степан Васильович Жидек, ros. Степан Васильевич Жидек, od 1946: Stiepan (Stefan) Zieliński; ur. 8 czerwca 1900 w Borkach Wielkich na Tarnopolszczyźnie, zm. 8 maja 1970 w Białej Cerkwi) – podpułkownik Armii Czerwonej, generał brygady w ludowym Wojsku Polskim.

## Życiorys
Był synem Wasyla i Marii z d. Zioła, deklarował narodowość ukraińską. Do 1915 skończył 4 klasy gimnazjum w Tarnopolu i Kołomyi, 1916–1919 pisarz w armii austriackiej. Od lata 1919 żołnierz Armii Czerwonej, od jesieni 1920 dowódca batalionu. W 1924 skończył Szkołę Piechoty w Charkowie, w latach 1925–1926 dowódca kursu w szkole czerwonych dowódców w Kijowie i Charkowie. W latach 1926–1929 dowódca kompanii CKM, 1929–1930 komendant pułkowej szkoły młodszych dowódców, potem dowódca batalionu szkolnego w Sołniecznogorsku k. Moskwy. W latach 1931–1933 szef sztabu 136 pułku strzeleckiego, potem 131 pułku strzeleckiego 44 Dywizji Strzeleckiej Armii Czerwonej. W 1936 skończył studia zaoczne w Akademii Wojskowej im. Frunzego w Moskwie, od 1937 szef sztabu 194 pułku strzeleckiego 65 DS.
W lipcu 1937 został aresztowany, 3 lata przebywał w zamknięciu. W marcu 1940 (wg innych źródeł w lutym) został zwolniony z więzienia i powołany do służby wojskowej w stopniu podpułkownika. W grudniu 1940 został szefem wydziału operacyjnego 216 DS.
W latach 1941–1944 walczył na Froncie Południowo-Zachodnim m.in. jako szef sztabu 39 Dywizji Strzeleckiej i dowódca 119 pułku strzeleckiego, był 4 razy ranny podczas walk.
W lutym (wg innych źródeł w kwietniu) 1944 skierowany do służby w Polskich Siłach Zbrojnych w ZSRR, został szefem Wydziału Operacyjnego (wg innych źródeł Wydziału Wyszkolenia Bojowego) Sztabu 1 Armii WP. Od października do grudnia 1944 był komendantem Oficerskiej Szkoły Piechoty 1 Armii WP w Lublinie, od 9 listopada 1944 w stopniu pułkownika. Później był komendantem Oficerskiej Szkoły Piechoty nr 2 w Gryficach, a w grudniu 1946 został dowódcą 10 Sudeckiej Dywizji Piechoty w Kłodzku w stopniu generała brygady nadanym przez Prezydium KRN w 1947. Od maja do grudnia 1947 szef sztabu Dowództwa Okręgu Wojskowego nr III w Poznaniu, potem zastępca szefa departamentu Wyszkolenia Bojowego Dowództwa Wojsk Lądowych. W 1948 inspektor Szkół Oficerskich Dowództwa Wojsk Lądowych i komendant Oficerskiej Szkoły Piechoty nr 2 w Jeleniej Górze. W grudniu 1948 zakończył służbę w Wojsku Polskim i wrócił do ZSRR.
W 1949 został przeniesiony do rezerwy, zamieszkał w Białej Cerkwi. Był wykładowcą.

## Życie prywatne
Był żonaty z Walentyną z domu Antroszenko, z zawodu nauczycielką, podczas wojny kierowniczką kancelarii 35 Zapasowej Dywizji Piechoty. Małżeństwo miało córkę.

## Odznaczenia
- Order Virtuti Militari V klasy (1946)
- Krzyż Oficerski Orderu Odrodzenia Polski (1945)
- Złoty Krzyż Zasługi (dwukrotnie w 1946)
- Srebrny Krzyż Zasługi (1945)
- Order Lenina (1945)
- Order Czerwonego Sztandaru (1944)
- Order Wojny Ojczyźnianej I stopnia (1945)

i inne.